# Neoathyreus julietae
Neoathyreus julietae es una especie de coleóptero de la familia Geotrupidae.

## Distribución geográfica
Habita en Bolivia y Perú.